# Copa de la Liga de Gales
La Copa de la Liga de Gales (Welsh League Cup) es un torneo de fútbol tipo copa en el país de Gales, es organizado por la Asociación de Fútbol de Gales. La competencia fue establecida en 1992 y es considerada como la segunda competición de copa más importante en Gales, después de la prestigiosa Copa de Gales. A diferencia de la Copa de Gales, donde participan clubes profesionales y amateurs, este torneo está abierto solo a los miembros de la Liga de Gales y a un muy selecto grupo de otros clubes. Al campeón se le otorga acceso para participar en rondas previas de la UEFA Europa League si no clasifica por otro medio a otra competición europea o a la misma. 

## Finales
| Temporada | Campeón                            | Resultado                          | Finalista                          | Sede de la final                   |                                    |
| --------- | ---------------------------------- | ---------------------------------- | ---------------------------------- | ---------------------------------- | ---------------------------------- |
| 1992–93   | Afan Lido                          | 1 - 1 (4-3 pen.)                   | Caersws                            | Park Avenue, Aberystwyth           |                                    |
| 1993–94   | Afan Lido                          | 1 - 0                              | Bangor City                        | Park Avenue, Aberystwyth           |                                    |
| 1994–95   | Llansantffraid                     | 2 - 1                              | Ton Pentre                         | Latham Park, Newtown               |                                    |
| 1995–96   | Connah's Quay Nomads               | 1 - 0                              | Ebbw Vale                          | Recreation Ground, Caersws         |                                    |
| 1996–97   | Barry Town                         | 2 - 2 (4-2 pen.)                   | Bangor City                        | Park Avenue, Aberystwyth           |                                    |
| 1997–98   | Barry Town                         | 1 - 1 (5-4 pen.)                   | Bangor City                        | Farrar Road, Bangor                |                                    |
| 1998–99   | Barry Town                         | 3 - 0                              | Caernarfon Town                    | Park Avenue, Aberystwyth           |                                    |
| 1999–00   | Barry Town                         | 6 - 0                              | Bangor City                        | Park Avenue, Aberystwyth           |                                    |
| 2000–01   | Caersws                            | 2 - 0                              | Barry Town                         | Park Avenue, Aberystwyth           |                                    |
| 2001–02   | Caersws                            | 2 - 1                              | Cwmbran Town                       | Park Avenue, Aberystwyth           |                                    |
| 2002–03   | Rhyl FC                            | 2 - 2 (4-3 pen.)                   | Bangor City                        | Belle Vue, Rhyl                    |                                    |
| 2003–04   | Rhyl FC                            | 4 - 0                              | Carmarthen Town                    | Latham Park, Newtown               |                                    |
| 2004–05   | Carmarthen Town                    | 2 - 0                              | Rhyl FC                            | Latham Park, Newtown               |                                    |
| 2005–06   | Total Network Solutions            | 4 - 0                              | Port Talbot Town                   | Park Avenue, Aberystwyth           |                                    |
| 2006–07   | Caersws                            | 1 - 1 (3-1 pen.)                   | Rhyl FC                            | Park Avenue, Aberystwyth           |                                    |
| 2007–08   | Llanelli                           | 2 - 0                              | Rhyl FC                            | Latham Park, Newtown               |                                    |
| 2008–09   | The New Saints                     | 2 - 0                              | Bangor City                        | Latham Park, Newtown               |                                    |
| 2009–10   | The New Saints                     | 3 - 1                              | Rhyl FC                            | The Airfield, Broughton            |                                    |
| 2010–11   | The New Saints                     | 4 - 3                              | Llanelli                           | Park Avenue, Aberystwyth           |                                    |
| 2011–12   | Afan Lido                          | 1 - 1 (3-2 pen.)                   | Newtown AFC                        | Park Avenue, Aberystwyth           |                                    |
| 2012–13   | Carmarthen Town                    | 3 - 3 (3-1 pen.)                   | The New Saints                     | Latham Park, Newtown               |                                    |
| 2013–14   | Carmarthen Town                    | 0 - 0 (3-1 pen.)                   | Bala Town                          | Park Avenue, Aberystwyth           |                                    |
| 2014–15   | The New Saints                     | 3 - 0                              | Bala Town                          | Latham Park, Newtown               |                                    |
| 2015–16   | The New Saints                     | 2 - 0                              | Denbigh Town                       | Maesdu Park, Llandudno             |                                    |
| 2016–17   | The New Saints                     | 4 - 0                              | Barry Town                         | Estadio Cyncoed, Cardiff           |                                    |
| 2017–18   | The New Saints                     | 1 - 0                              | Cardiff MU                         | Park Avenue, Aberystwyth           |                                    |
| 2018–19   | Cardiff MU                         | 2 - 0                              | Cambrian & Clydach Vale            | Jenner Park Stadium, Barry         |                                    |
| 2019–20   | Connah's Quay Nomads               | 3 - 0                              | STM Sports                         | Latham Park, Newtown               |                                    |
| 2020–21   | Cancelada por pandemia de COVID-19 | Cancelada por pandemia de COVID-19 | Cancelada por pandemia de COVID-19 | Cancelada por pandemia de COVID-19 | Cancelada por pandemia de COVID-19 |
| 2021–22   | Connah's Quay Nomads               | 0 – 0 (10–9 pen.)                  | Cardiff MU                         | SDM Glass Stadium, Bridgend        |                                    |
| 2022–23   | Bala Town                          | 0 – 0 (4–3 pen.)                   | Connah's Quay Nomads               | The Rock Stadium, Wrexham          |                                    |
| 2023–24   | The New Saints                     | 5 – 1                              | Swansea City U21s                  | Jenner Park Stadium, Barry         |                                    |
| 2024–25   | The New Saints                     | 1 – 0                              | Aberystwyth Town                   | Latham Park, Newtown               |                                    |

## Títulos por club
| Club                    | Campeón | 2° | Años campeón                                                     |
| ----------------------- | ------- | -- | ---------------------------------------------------------------- |
| The New Saints          | 11      | 1  | 1995, 2006, 2009, 2010, 2011, 2015, 2016, 2017, 2018, 2024, 2025 |
| Barry Town              | 4       | 2  | 1997, 1998, 1999, 2000                                           |
| Caersws FC              | 3       | 1  | 2001, 2002, 2007                                                 |
| Carmarthen Town         | 3       | 1  | 2005, 2013, 2014                                                 |
| Connah's Quay Nomads    | 3       | 1  | 1996, 2020, 2022                                                 |
| Afan Lido               | 3       | -  | 1993, 1994, 2012                                                 |
| Rhyl FC                 | 2       | 4  | 2003, 2004                                                       |
| Bala Town               | 1       | 2  | 2023                                                             |
| Cardiff MU              | 1       | 2  | 2019                                                             |
| Llanelli AFC            | 1       | 1  | 2008                                                             |
| Bangor City             | -       | 6  | -----                                                            |
| Caernarfon              | -       | 1  | ------                                                           |
| Cwmbran Town            | -       | 1  | -----                                                            |
| Ebbw Vale †             | -       | 1  | -----                                                            |
| Port Talbot Town        | -       | 1  | -----                                                            |
| Newtown AFC             | -       | 1  | -----                                                            |
| Ton Pentre              | -       | 1  | -----                                                            |
| Denbigh Town            | -       | 1  | -----                                                            |
| Cambrian & Clydach Vale | -       | 1  | -----                                                            |
| STM Sports              | -       | 1  | -----                                                            |
| Swansea City U21s       | -       | 1  | -----                                                            |
| Aberystwyth Town        | -       | 1  | -----                                                            |

- † Equipo desaparecido.